# Phytomyza caesalpiniae
Phytomyza caesalpiniae är en tvåvingeart som beskrevs av Blanchard 1954. Phytomyza caesalpiniae ingår i släktet Phytomyza och familjen minerarflugor. Inga underarter finns listade i Catalogue of Life.